# 초장주기 행성
초장주기 행성이란 모항성과 거리가 멀어 모항성을 공전하는 주기가 매우 긴 행성을 가리키는 단어이다.

## 설명
초장주기 행성은 일반적인 행성들과 달리 모항성과 거리가 매우 멀어 1년이 길고 추운 온도를 가지고 있다. 초단주기 행성의 반대 용어로도 사용되며 초장주기 행성의 경우는 태양계에서 가장 태양과 먼거리에서 공전하는 행성인 해왕성이나 명왕성보다도 먼 거리에서 모항성을 공전하고 1년이 보통 10만년 이상인 경우가 많다. 초장주기 행성에 속하는 대표적인 행성으로는 2MASS J2126-8140이 있다.

## 같이 보기
- 행성
- 모항성